# 梁世奉
梁世奉（1896年7月15日—1934年9月20日），又名梁瑞凤、梁世风，朝鲜独立运动家，原朝鲜革命军总司令，九一八事变后曾与唐聚五的“辽宁抗日民众自卫军”联合抗日，1934年开始与杨靖宇的东北人民革命军第一军独立师联合抗日，1962年被韩国政府追授建国勋章独立章。

## 早年生涯
1896年7月15日（农历6月5日），梁世奉出生于朝鲜王朝平安道铁山郡的一个贫苦农民家庭，早年读过私塾。1912年他的父亲因伤寒病故后，梁世奉作为家中长子开始肩负全家的生活重担，1916年与家中童养媳尹在顺结婚。同年冬，他携全家人迁居奉天省兴京县永陵，一年后搬至兴京西北朝鲜族聚居的红庙子四道沟。:1-34:134-135:48-49
1919年三一运动爆发后，梁世奉开始参加抗日独立团，后加入崔时兴的天摩山队（亦称天马山队），任小队长。崔时兴在柳河县遇到光复军总营后，率部加入光复军总营。天摩山队被改编为光复军铁马别营。1921年9月，光复军总营与韩侨公会、北路军政府、统军府联合成立“统义府”，活跃于兴京县东部与桓仁县地区。统义府成立不久后出现了分裂。梁世奉加入了拥护大韩民国临时政府的“参义府”。:39-55

## 朝鲜革命军
1924年11月，南满8个朝鲜独立运动团体联合成立“正义府”。次年3月，北路军政署等10个团体在北满成立“新民府”。在满朝鲜独立团体形成正义府、参义府、新民府三府鼎立的局面。梁世奉任参议府三中队长。三府中，以李青天、吴东镇为首的正义府势力愈发强大，并于1926年4月5日组建了朝鲜革命党。梁世奉转而加入了正义府，被任命为第一中队长，后加入了朝鲜革命党。:67-71
1929年5月28日，正义府、参议府、新民府为联合抗日成立国民府。国民府设中央委员会，下设由8个中队组成的武装部队。梁世奉任第一中队队长。同年9月，朝鲜革命党中央委员会在旺清门成立，负责领导国民府及其武装部队:72-73。此后，朝鲜革命党将武装部队改组为“朝鲜革命军”。梁世奉任第三中队长:80。朝鲜革命军成立后的主要任务是取缔“鲜民府”、“保民会”等亲日组织。
1931年12月19日，国民府、朝鲜革命党和朝鲜革命军30余名高层在兴京开会时遭到日本军警和兴京警察突袭。由于寡不敌众，10余人被杀，剩余人员被捕，史称“兴京事件”。此次事件使朝鲜革命军遭到重挫。梁世奉后被推选为总司令。他对朝鲜革命军进行了改编，设五路军，任命金学奎为参谋长，司令部设在旺清门。:98-101:139-140:52-53

## 联合抗日
九一八事变后，梁世奉的汉族挚友王彤轩开始组建“辽宁农民自卫团”，武装抗日。梁世奉帮助提供枪支和军事训练。此外，他还联合另一位朋友梁锡福的大刀会一同抗日。在原东北镇守使署参谋处长，唐聚五三营营长李春润的建议下，朝鲜革命军与自卫团和大刀会在通化四铺炕进行军事培训。1932年3月6日，梁世奉、王彤轩和梁锡福的三支队伍共2200余人宣布正式起义。此后，三支队伍西进攻打兴京县公安大队，占领永陵。同年3月20日，于芷山派团长董国华、邵本良3000人马围剿起义军。梁世奉指挥阻击。3月21日，日本参谋小原带兵增援。梁世奉带队伏击，击毙小原。董国华、邵本良随后撤兵。:90-111:140-141:52-53
1932年3月21日，原东北军将领唐聚五在桓仁举义，成立“辽宁抗日民众自卫军”。同年4月21日。自卫军在桓仁师范学校操场举行了誓师大会:142:54。梁世奉闻讯后与唐聚五联合抗日。辽宁抗日民众自卫军由20路大军组成。兴京县内有李春润的第六路军，王彤轩的第十路军（实为梁世奉的朝鲜革命军）和梁锡福的第十一路军。三路军一起行动，数次击退于芷山部队、关东军以及靖安军的进攻:112-126。
1932年6月下旬，梁世奉按唐聚五的建议，将朝鲜革命军转移至唐聚五的驻地通化。朝鲜革命军被编为特务队，梁世奉任特务队司令。他与自卫军先后在兴京、清原、抚顺、凤城等地多次联合作战，取得胜利。同年9月，自卫军召开通化会议，将部队扩编成37路军，并按地区编制成7个方面军。李春润任第一方面军司令（后升任副总司令兼第一方面军司令）。朝鲜特务队被编制在第一方面军。根据北平原东北军政当局的意见，会议上还成立了辽宁省政府，唐聚五代任省主席。:127-134:149-150:54-55
1932年8月至9月，辽宁抗日民众自卫军攻打抚顺后，日本关东军开始大规模围剿，并在抚顺制造了平顶山惨案。此后，自卫军又失守兴京。李春润南下至凤城时在战斗中身负重伤，因伤势过重后在山东烟台一家美国医院牺牲。唐聚五和梁锡福的部队也转移至了关内。王彤轩在战斗中被俘（后亡命关内）。 :142-152:150-152

## 恢复朝鲜革命军番号

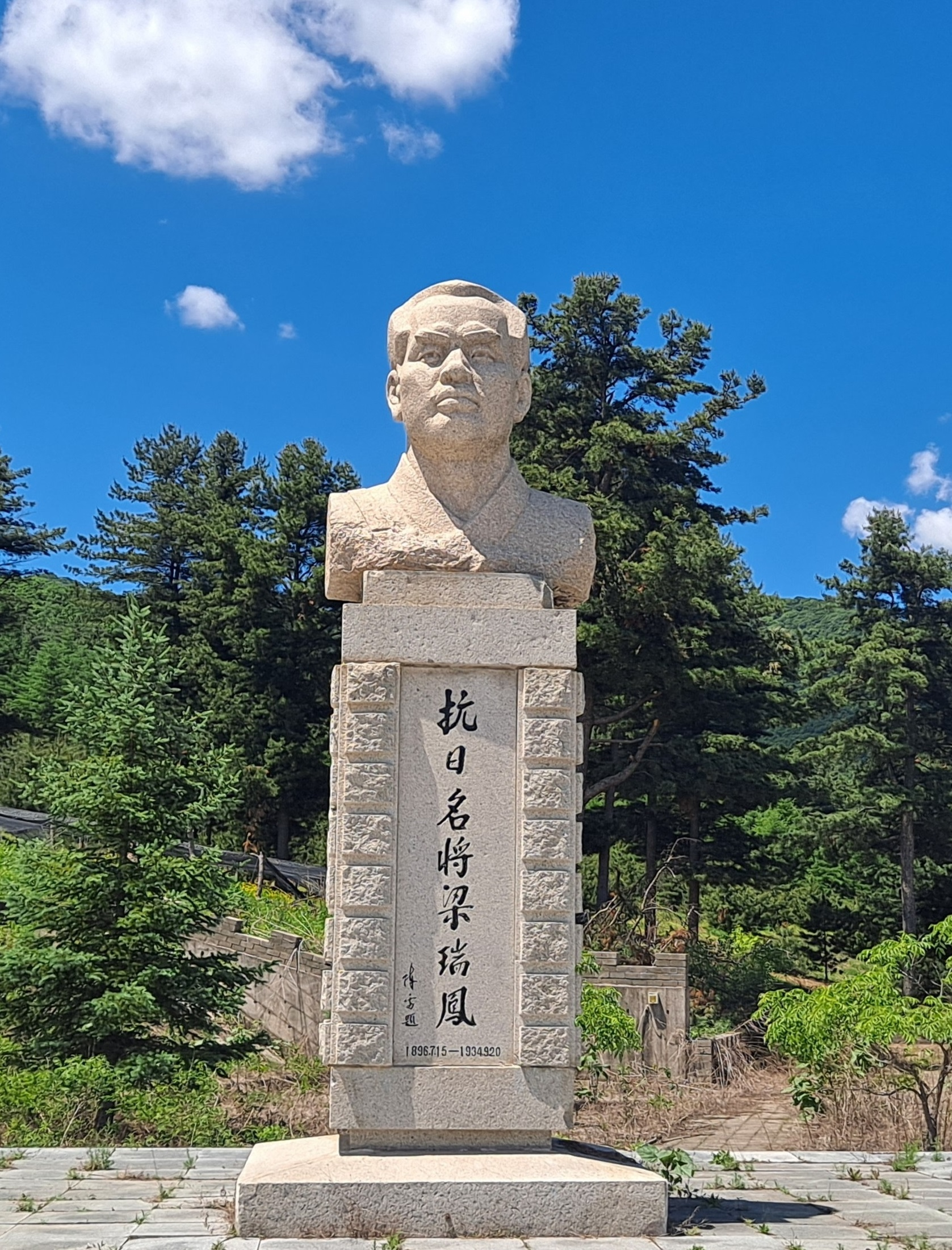
抚顺新宾旺清门梁瑞凤纪念碑

辽宁抗日民众自卫军全面溃败后，梁世奉收编了大量汉、满自卫军官兵。1933年1月，梁世奉在旺清门依木树屯主持召开了朝鲜革命军骨干会议，决定恢复朝鲜革命军番号，下辖三个方面军。韩俭秋、崔允龟、张明道分任方面军司令。梁世奉继续任总司令。高而虚继续担任革命党总领。金东三任国民府委员长。会议还决定继续与中国东北义军联合抗日，在东边道重新树起反日大旗。会后，梁世奉还在旺清门二道沟建起了一个生产军衣的被服厂。:152-154:150-152
1933年3月，梁世奉得知原辽宁民众自卫军第六路军第七旅旅长周保升仍在开原、西丰、东丰一带活动后，旋即派韩俭秋的第一方面军和苏子余部前往与其会合。同年4月8日，周保升、韩俭秋和苏子余率部联合攻打了东丰县猴石镇，打死关东军东边道“剿匪”司令官横山大佐等60余人。4月30日，联合部队又击败于芷山所派第一营，活捉营长袁文彩，俘虏全营。5月10日，联合部队攻下东丰县四平街，打死日军小队长木森、腾田等10余人。:155-156:154
此后，日本关东军对朝鲜革命军与东北义勇军进行了大规模的讨伐。梁世奉和苏子余率部在旺清门、通化、柳河、清原、鸭绿江沿岸等地与之周旋，开展游击战。1933年9月，梁世奉和苏子余率部攻打兴京县，一度攻入城内，后又在敌军援兵到来之前安全撤离:156-162:156-157:55-56。1934年3月，梁世奉在兴京县双砬子主持召开了朝鲜革命军干部会议。会议将“国民府”改名为“朝鲜革命军政府”，金东三任总领，金活石任军事委员长。梁世奉继续担任总司令一职。会议决定扩大朝鲜革命军联合抗日的范围，并研究了是否与共产党领导的抗联一军联合抗日问题。会议还决定建立朝鲜革命军抗日根据地，以便更好地开展抗日斗争:1162-163:158-159。

## 与抗联的合作
1934年初，杨靖宇领导的东北人民革命军第一军独立师联合各抗日武装成立抗日联合指挥部。同年4月，梁世奉收到杨靖宇联合抗日的邀请函，派人邀请独立师南下一同作战。同年5月，独立师朝鲜族将领韩浩率70余人与朝鲜革命军会师。经过与韩浩的交谈，梁世奉决定加入抗日联合指挥部，并发表了《告在满同胞父老兄弟的檄文》。:166-170
此后，梁世奉的朝鲜革命军开始发动新一轮的武装抗日斗争与东北人民革命军第一军独立师以及其它抗日武装一起形成合力。同年8月，李红光率抗联一军第一师来到兴京县在大荒沟与朝鲜革命军会师。次日，两军一同作战，成功击退前来讨伐的兴京县守备队，并缴获战马十余匹，以及许多枪支和一部电台。:170-175:162-163

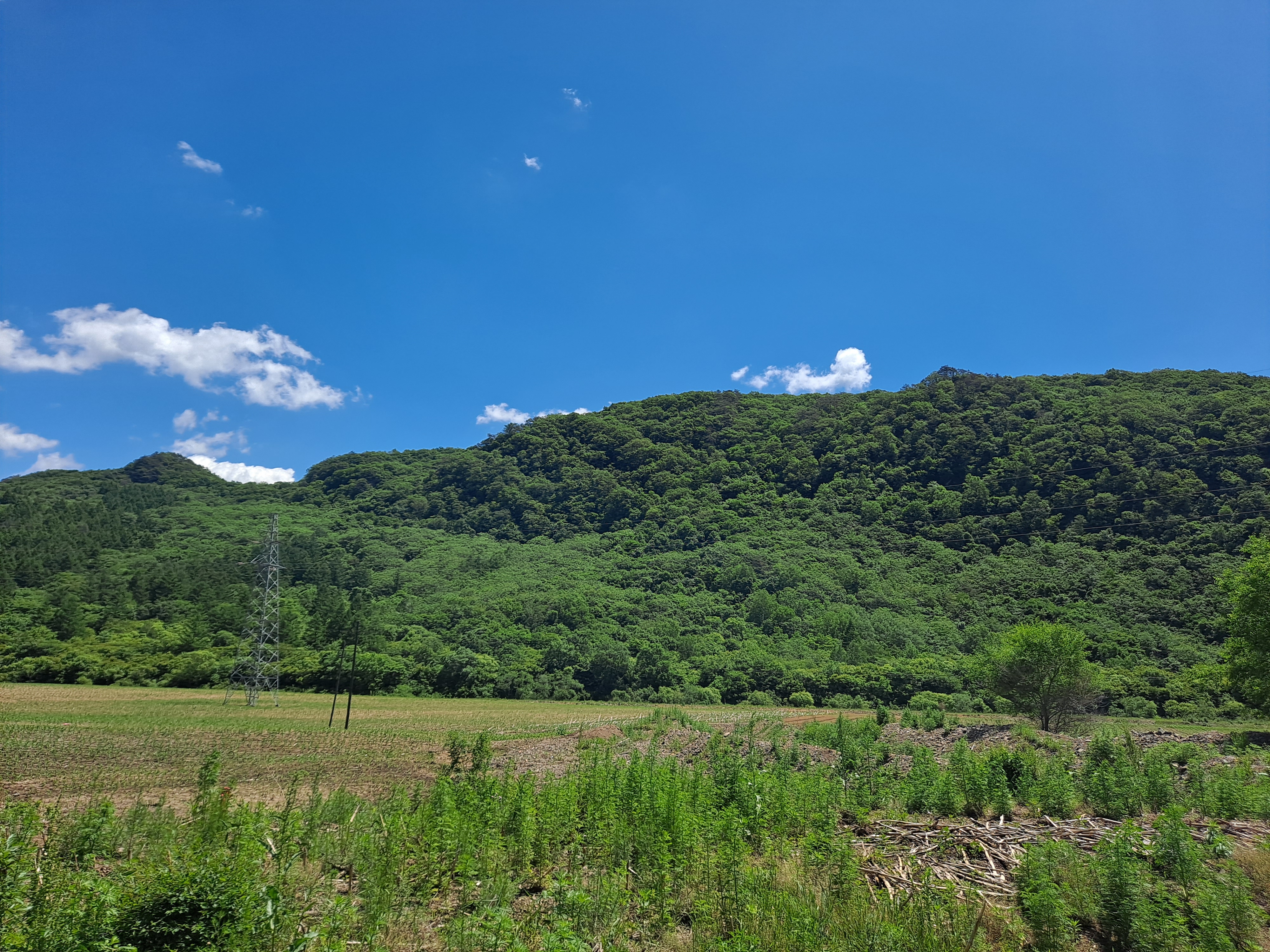
梁世奉初葬地旺清门高丽城子

1934年7月，日本关东军特务福岛七一（公开身份为奉天领事馆领事）来到通化县城部署“治安肃正工作”，并安排“关东军东边道游击队”少佐队长朴昌海除掉梁世奉。朴昌海派特务朴在得用重金收买了曾与梁世奉一同抗日的“压东洋”山林队头目。“压东洋”试图劝降梁世奉，但遭到拒绝。同年9月，“压东洋”在日本特务的策划下，诱骗梁世奉来收编“压东洋”的山林队。在行至小荒沟时，“压东洋”突然从背后向梁世奉连开数枪后骑马逃走。梁世奉被抬至响水河子，但因失血过多牺牲。朝鲜革命军士兵将他的遗体葬于高丽城子，后又处决了汉奸“压东洋”，消灭了朴昌海的“关东军东边道游击队”:183-187:164-167:61-63。1961年，梁世奉的女儿梁义淑将他的遗骨带回朝鲜，安葬在平壤近郊:196。

## 纪念

朝鲜平壤爱国烈士陵梁世奉墓

韩国国立首尔显忠院梁世奉墓

- 朝鲜民主主义人民共和国爱国烈士陵和韩国国立首尔显忠院都建有梁世奉墓。[6]
- 1962年，韩国政府追授梁世奉建国勋章独立章。[7]
- 1995年8月29日，新宾县史志办和旺清门朝鲜族镇政府利用各界捐款在旺清门华兴中学（今旺清门镇朝鲜族中学）修建梁世奉半身雕像。2008年，雕像被移到江南村。[8]:130[6]

## 家庭
- 妻子：尹再顺，1946年被金日成接回朝鲜，1988年6月在平壤去世，朝鲜政府为她举行了隆重的葬礼。[1]:196-197
  - 长女：梁义淑（1928年出生）[1]:80，1946年随尹再顺被金日成接回朝鲜，后任平壤纺织会社主任[1]:196。
  - 儿子：梁义俊（1932年出生）[1]:95，朝鲜光复后回到朝鲜，曾被朝鲜政府派往苏联学习。朝鲜战争期间，他主动要求参战，在吉林省柳河县学习驾驶飞机时被敌人偷放的炸弹炸死，被朝鲜定为“革命烈士”[1]:196。
- 弟弟梁元奉、梁时奉、梁正奉，以及妹妹梁奉女皆入中华人民共和国国籍，其中梁正奉曾任延边朝鲜族自治州政府教育处长。[1]:196-197